# Judith Bokhove

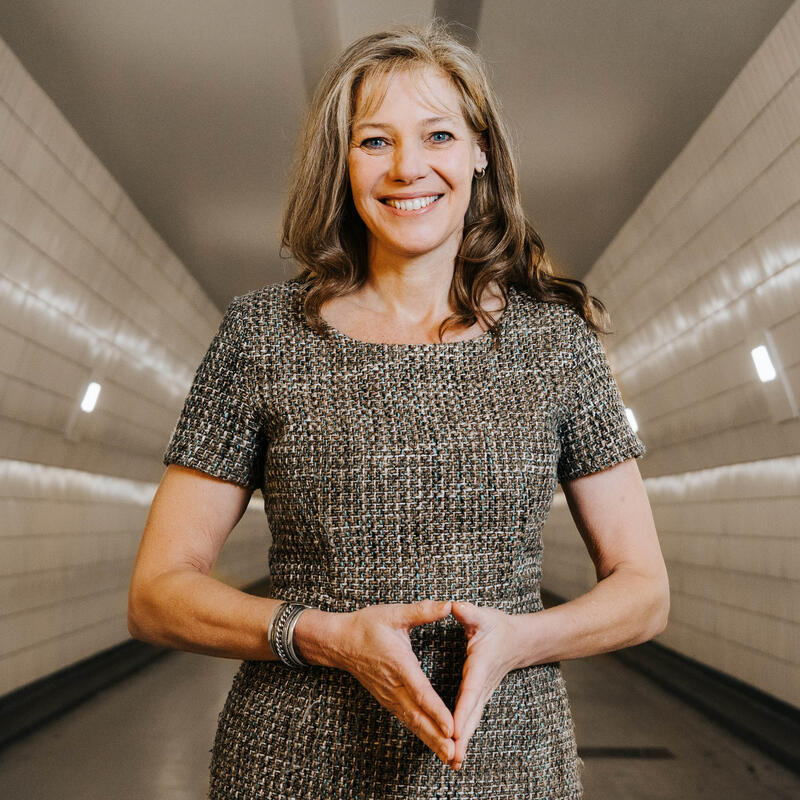
Bokhove (2022)

Judith Bokhove (Rotterdam, 19 november 1967) is een Nederlandse bestuurster en GroenLinks-politica. Sinds 16 juni 2022 is zij lid van de gemeenteraad en fractievoorzitter van GroenLinks in Rotterdam.

## Biografie
Bokhove is opgeleid tot logopediste en heeft 25 jaar een eigen praktijk gehad.
In 2010 werd Bokhove namens GroenLinks gemeenteraadslid in Rotterdam. In 2012 kwam zij als raadslid in opspraak toen zij had verzuimd haar functie als bestuurslid bij Greenchoice te melden.
Bokhove werd in 2014 fractievoorzitter. Na de gemeenteraadsverkiezingen van 2018 werd Bokhove benoemd tot wethouder in het nieuwe college, waar zij de portefeuille Mobiliteit, jeugd en taal beheert.
In juni 2019 kwam Bokhove in de problemen als wethouder, omdat zij de gemeenteraad verkeerd geïnformeerd had over de sluiting van een school voor autistische kinderen. Een motie van wantrouwen behaalde geen meerderheid, waardoor zij kon aanblijven.
Op 16 juni 2022 werd Bokhove opnieuw lid van de gemeenteraad van Rotterdam en is sindsdien ook fractievoorzitter.